# Pinelema bella
Espèce
Synonymes
- Telema bella Tong & Li, 2008

Pinelema bella est une espèce d'araignées aranéomorphes de la famille des Telemidae.

## Distribution
Cette espèce est endémique de Hainan en Chine,. Elle se rencontre dans la grotte Mihou dans la réserve naturelle de Datian à Dongfang.

## Description
Les mâles mesurent de 0,98 à 1,07 mm et les femelles de 1,05 à 1,10 mm.

## Systématique et taxinomie
Cette espèce a été décrite sous le protonyme Telema bella par Tong et Li en 2008. Elle est placée dans le genre Pinelema par Zhao, Li et Zhang en 2020.

## Publication originale
- Tong & Li, 2008 : The spiders of the genus Telema (Araneae: Telemidae) from Hainan Island, China. Raffles Bulletin of Zoology, vol. 56, no 1, p. 67-74 (texte intégral).